# Les AuCoin
Les AuCoin (ur. 21 października 1942 w Portland w Oregonie) – amerykański polityk, związany z Partią Demokratyczną.
W latach 1975–1993 przez dziewięć dwuletnich kadencji Kongresu Stanów Zjednoczonych był przedstawicielem pierwszego okręgu wyborczego w stanie Oregon w Izbie Reprezentantów Stanów Zjednoczonych.